# 第18回ゴールデングローブ賞
第18回ゴールデングローブ賞（だい18かいゴールデングローブしょう）は、1960年の映画を対象としており、1961年3月16日に行われた。

## 受賞者・ノミネート

### 映画

#### 作品賞（ドラマ部門）
『スパルタカス』
- 『エルマー・ガントリー/魅せられた男』
- 『風の遺産』
- 『息子と恋人（英語版）』
- 『ルーズベルト物語』

#### 作品賞（コメディ部門）
『アパートの鍵貸します』
- 『よろめき珍道中』
- 『芝生は緑』
- 『ナポリ湾』
- 『ハバナの男』

#### 作品賞（ミュージカル部門）
『わが恋は終りぬ』
- Bells Are Ringing
- 『カンカン』
- 『恋をしましょう』
- 『ペペ』

#### 主演男優賞 (ドラマ部門)
バート・ランカスター – 『エルマー・ガントリー/魅せられた男』
- トレヴァー・ハワード – 『息子と恋人（英語版）』
- ローレンス・オリヴィエ – 『スパルタカス』
- ディーン・ストックウェル – 『息子と恋人（英語版）』
- スペンサー・トレイシー – 『風の遺産』

#### 主演女優賞 (ドラマ部門)
グリア・ガースン – 『ルーズベルト物語』
- ドリス・デイ – 『誰かが狙っている』
- ナンシー・クワン – 『スージー・ウォンの世界』
- ジーン・シモンズ – 『エルマー・ガントリー/魅せられた男』
- エリザベス・テイラー – 『バターフィールド8』

#### 主演男優賞 (ミュージカル・コメディ部門)
ジャック・レモン – 『アパートの鍵貸します』
- カンティンフラス – 『ペペ』
- ダーク・ボガード – 『わが恋は終りぬ』
- ケーリー・グラント – 『芝生は緑』
- ボブ・ホープ – 『よろめき珍道中』

#### 主演女優賞 (ミュージカル・コメディ部門)
シャーリー・マクレーン – 『アパートの鍵貸します』
- ルシル・ボール – 『よろめき珍道中』
- キャプシーヌ – 『わが恋は終りぬ』
- ジュディ・ホリデイ – Bells Are Ringing
- ソフィア・ローレン – 『ナポリ湾』

#### 助演男優賞
サル・ミネオ – 『栄光への脱出』
- リー・キンソルヴィング（英語版） – 『階段の上の暗闇（英語版）』
- レイ・ストリックリン（英語版） – The Plunderers
- ウディ・ストロード – 『スパルタカス』
- ピーター・ユスティノフ – 『スパルタカス』

#### 助演女優賞
ジャネット・リー – 『サイコ』
- en:Ina Balin – 『孤独な関係』
- シャーリー・ジョーンズ – 『エルマー・ガントリー/魅せられた男』
- シャーリー・ナイト – 『階段の上の暗闇（英語版）』
- en:Mary Ure – 『息子と恋人（英語版）』

#### 監督賞
ジャック・カーディフ – 『息子と恋人』
- リチャード・ブルックス – 『エルマー・ガントリー/魅せられた男』
- スタンリー・キューブリック – 『スパルタカス』
- ビリー・ワイルダー – 『アパートの鍵貸します』
- フレッド・ジンネマン – 『サンダウナーズ』

#### 作曲賞
ディミトリ・ティオムキン – 『アラモ』
- アーネスト・ゴールド – 『栄光への脱出』
- en:Johnny Green – 『ペペ』
- アレックス・ノース – 『スパルタカス』
- en:George Duning – 『スージー・ウォンの世界』

#### 国際賞
Hand in Hand
- en:Conspiracy of Hearts

#### Most Promising Newcomer – Male
en:Michael Callan

マーク・ダモン

en:Brett Halsey

- ピーター・フォーク
- デビッド・ジャンセン
- ロバート・ヴォーン

#### Most Promising Newcomer – Female
en:Ina Balin

ナンシー・クワン

ヘイリー・ミルズ

- en:Jill Haworth
- シャーリー・ナイト
- ジュリー・ニューマー

#### ヘンリエッタ賞
トニー・カーティス

ロック・ハドソン

ジーナ・ロロブリジーダ

#### 特別賞
カンティンフラス (For comedy)

スタンリー・クレイマー (For artistic integrity)

#### Special Merit Award
『サンダウナーズ』

#### Samuel Goldwyn Award
The Trials of Oscar Wilde (英語外国映画)

『真実』 (フランス) 

『処女の泉』 (スウェーデン) 

- 『日曜はダメよ』 (ギリシャ)

#### セシル・B・デミル賞
フレッド・アステア